# Hrobka Dlauhoweských (Noutonice)
Hrobka Dlauhoweských je pohřebiště šlechtického rodu Dlauhoweských z Dlouhévsi (Dlauhowesky von Langendorf) na hřbitově v Noutonicích v okrese Praha-západ. Hrobka se nachází u zadní  stěny kostela Narození sv. Jana Křtitele. Její architektonické zpracování odpovídá funerálním památkám druhé poloviny 19. století. V hrobce bylo pohřbeno minimálně sedm osob. Není památkově chráněná.

## Historie a umělecké ztvárnění

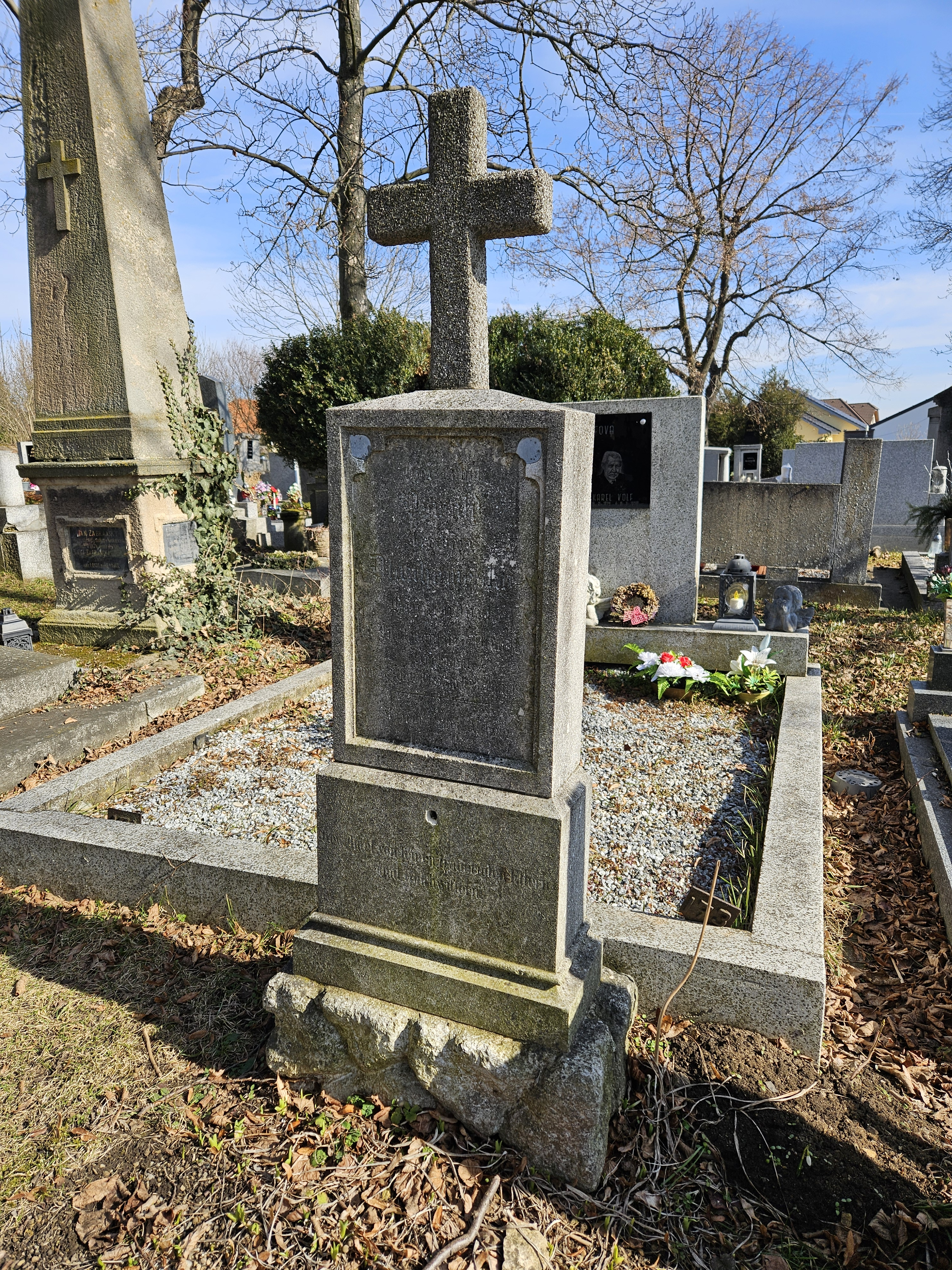
Původní hrob Osvalda a Bedřicha Dlauhoweských

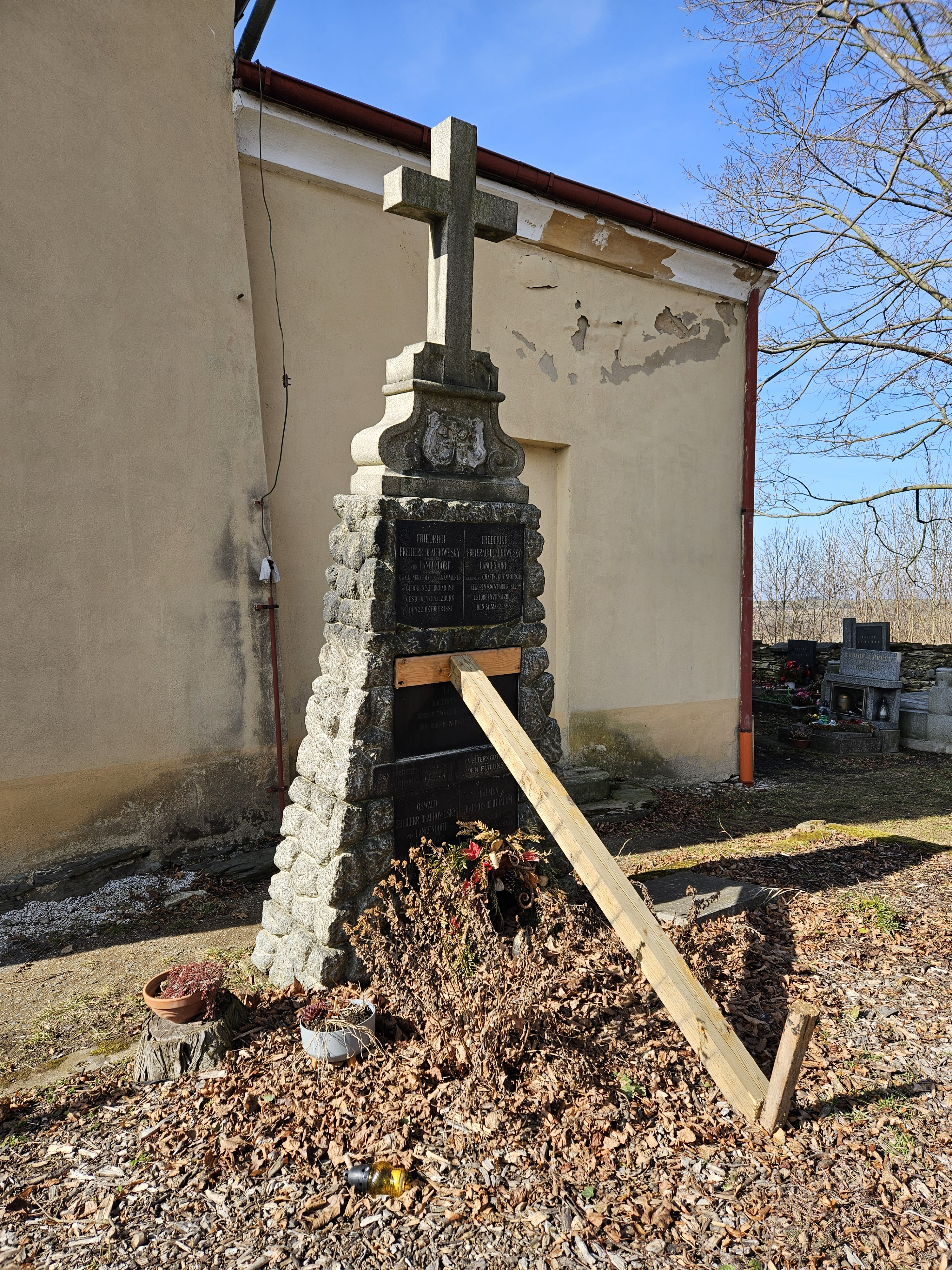
V roce 2025 se náhrobek nebezpečně nakláněl a musel být podpírán

Do majetku Dlauhoweských se statek Statenice se zámkem a blízké Noutonice dostaly v roce 1850, to jest deset let poté, co se Bedřich Dlauhoweský (1811–1881) oženil s jejich dědičkou Bedřiškou z Kuenburgu (1813–1893).
O statek Dlauhowesští, resp. jejich dědicové Harmosové z Hihálomu přišli v důsledku pozemkové reformy začátkem dvacátých let po vzniku Československé republiky.
Hrobka má tvar protáhlého jehlanu, který představuje naskládané nahrubo opracované kameny. Na čelní stěně jsou upevněny čtyři nápisové desky z černého leštěného mramoru, na nichž jsou vyjmenováni pohřbení příslušníci rodu. V horní části je zpodobněn alianční znak a náhrobek je zakončen křížem. Hrobka bývala ohrazena mřížovím s neogotickým tvaroslovím, v roce 2025 na místě už nebylo.
Vedle náhrobku leží nenápadný obdélníkový plochý kámen, který je náhrobkem Marie Dlauhoweské (1812–1873). 
Nedaleko uprostřed hřbitova se nachází ještě jeden starší hrob. Tam byli pohřbeni rakouští důstojníci Bedřich (1811–1881) a Osvald (1853–1877), pravděpodobně se jedná o jejich původní hrob.

## Legenda
Na hřbitově má bloudit duch zlé šlechtičny Biry, která se provdala za uherského důstojníka. Údajně ji nenáviděli nejen lidé na panství, ale neměla ji ráda ani vlastní rodina. Zemřela tragicky ve věku 26 let, když za jízdy vypadla z kočáru.
Jiná legenda tvrdí, že se zdejší hraběnka zřítila i se svým koněm z prudkého srázu, kam ji ve tmě zahnali loupežníci. Mělo se to stát na kopci Kamýk u Velkých Přílep, kde se dodnes nachází kříž na bílém podstavci.

## Seznam pohřbených
Seznam vychází z nápisů na náhrobcích, údajů v matrikách a z Almanachu českých šlechtických a rytířských rodů. Další Dlauhowesští byli pohřbeni v hrobce Dlauhoweských v Česticích.

### Chronologicky podle data úmrtí
V tabulce jsou uvedeny základní informace o pohřbených. Fialově jsou vyznačeni příslušníci rodu Dlauhoweských, žlutě jsou vyznačeni manželé a manželky z jiných rodů, pokud zde byli pohřbeni. Červeně jsou zvýrazněni majitelé zámku Statenice. Počátky rodu, který pocházel z Dlouhé Vsi u Sušice, sahají do přelomu 13. a 14. století. Zde jsou však generace počítány teprve od Jana Dlauhoweského z Dlouhévsi († 1595). Dlauhowesští z Dlouhévsi byli povýšeni do panského stavu v roce 1829. U manželek, resp. manželů z jiných rodů je generace v závorce a týká se generace manžela, resp. manželky. Děti jsou vypsány v poznámce u matky, avšak pokud byla matka pohřbena jinde, jsou děti uvedeny v poznámce u otce.
| Po-řadí | Gene-race | Jméno pohřbeného                                                         | Datum a místo narození                | Otec                                                                                                | Datum a místo sňatku, choť                                | Pohřeb a uložení do hrobky                                       | Poznámky |
| Po-řadí | Gene-race | Jméno pohřbeného                                                         | Datum a místo úmrtí                   | Matka                                                                                               | Datum a místo sňatku, choť                                | Pohřeb a uložení do hrobky                                       | Poznámky |
| ------- | --------- | ------------------------------------------------------------------------ | ------------------------------------- | --------------------------------------------------------------------------------------------------- | --------------------------------------------------------- | ---------------------------------------------------------------- | --- |
| 1.      | 11.       | Marie Dlauhoweská z Dlouhévsi                                            | 5. 3. 1813 Haag, Dolní Rakousy        | Arnošt Josef Kryštof Dlauhoweský z Dlouhévsi 6. 7. 1779 Hořejší Krušec – 24. 2. 1855 Štýrský Hradec |                                                           | Pohřbena 19. 10. 1873 na noutonickém hřbitově.                   | Zemřela ve věku 60 let na vleklý zánět průdušniček. |
| 1.      | 11.       | Marie Dlauhoweská z Dlouhévsi                                            | 15. 10. 1873 Statenice                | Ludmila Panoschová z Kreuzinfeldu 19. 7. 1788 Plzeň – 26. 7. 1839                                   |                                                           | Pohřbena 19. 10. 1873 na noutonickém hřbitově.                   | Zemřela ve věku 60 let na vleklý zánět průdušniček. |
| 2.      | 12.       | Osvald Bedřich Dlauhoweský z Dlouhévsi                                   | 25. 8. 1853                           | Bedřich Dlauhoweský z Langendorfu (č. 3)                                                            |                                                           |                                                                  | C. k. poručík dragounů. |
| 2.      | 12.       | Osvald Bedřich Dlauhoweský z Dlouhévsi                                   | 28. 6. 1877 Wels, Horní Rakousy       | Bedřiška z Kuenburgu (č. 4)                                                                         |                                                           |                                                                  | C. k. poručík dragounů. |
| 3.      | 11.       | Bedřich (Friedrich) Dlauhoweský z Dlouhévsi                              | 3. 2. 1811 Kostelec nad Labem         | Arnošt Josef Kryštof Dlauhoweský z Dlouhévsi 6. 7. 1779 Hořejší Krušec – 24. 2. 1855 Štýrský Hradec | 15. 2. 1840 Praha: Bedřiška z Kuenburgu (č. 4)            | Pohřben 27. 10. 1881 na noutonickém hřbitově.                    | C. k komoří, c. k. generálmajor (1859). Zemřel ve věku 70 let na srdeční vadu. |
| 3.      | 11.       | Bedřich (Friedrich) Dlauhoweský z Dlouhévsi                              | 22. 10. 1881 Salcburk                 | Ludmila Panoschová z Kreuzenfeldu 19. 7. 1788 Plzeň – 26. 7. 1839                                   | 15. 2. 1840 Praha: Bedřiška z Kuenburgu (č. 4)            | Pohřben 27. 10. 1881 na noutonickém hřbitově.                    | C. k komoří, c. k. generálmajor (1859). Zemřel ve věku 70 let na srdeční vadu. |
| 4.      | (11.)     | Bedřiška (Friederike) z Kuenburgu                                        | 8. 11. 1813 Praha                     | Jan Nepomuk z Kuenburgu 1774–1838                                                                   | 15. 2. 1840 Praha: Bedřich Dlauhoweský z Dlouhévsi (č. 3) | Mrtvola byla 4. 4. 1893 převezena do Noutonic.                   | Majitelka Statenic a Kamýku u Prahy. Dáma Řádu hvězdového kříže a čestná dáma Královského bavorského řádu sv. Anny. Zemřela ve věku 79 let na ochrnutí srdce. Narodily se jí následující děti: - 1. Bedřiška (1840–1911; č. 7) - 2. Barbora, provd. Hármos de Hihálom (1842–1906; č. 6) - 3. Karel Alexander (1844–1907; pohřben v hrobce Dlauhoweských v Česticích) - 4. Osvald Bedřich (1853–1877; č. 2) - 5. Marie Gabriela, provd. Artholdová (1853–1932), spolumajitelka Statenic |
| 4.      | (11.)     | Bedřiška (Friederike) z Kuenburgu                                        | 31. 3. 1893 Salcburk                  | Bedřiška z Ehrenburgu 1785–1850 Praha                                                               | 15. 2. 1840 Praha: Bedřich Dlauhoweský z Dlouhévsi (č. 3) | Mrtvola byla 4. 4. 1893 převezena do Noutonic.                   | Majitelka Statenic a Kamýku u Prahy. Dáma Řádu hvězdového kříže a čestná dáma Královského bavorského řádu sv. Anny. Zemřela ve věku 79 let na ochrnutí srdce. Narodily se jí následující děti: - 1. Bedřiška (1840–1911; č. 7) - 2. Barbora, provd. Hármos de Hihálom (1842–1906; č. 6) - 3. Karel Alexander (1844–1907; pohřben v hrobce Dlauhoweských v Česticích) - 4. Osvald Bedřich (1853–1877; č. 2) - 5. Marie Gabriela, provd. Artholdová (1853–1932), spolumajitelka Statenic |
| 5.      | (12.)     | Kálmán (Koloman) Hármos de Hihálom                                       | 3. 1. 1840 Varsány, župa Nograd, Uhry | | 15. 2. 1868: Barbora Dlauhoweská z Dlouhévsi (č. 6)       | Pohřben 19. 11. 1897 na hřbitově v Noutonicích.                  | C. k. major, sloužil mj. u uherské královské gardy (die königlich ungarische Leibgarde). Byl vyznamenán Válečnou medailí (Kriegsmedaille) a Vojenským služebním odznakem III. třídy pro důstojníky (Militärdienstzeichen III. Klasse für Offiziere). Zemřel ve věku 56 let v katolické nemocnici v Badenu na řeznou ránu na krku v důsledku pokusu o sebevraždu. |
| 5.      | (12.)     | Kálmán (Koloman) Hármos de Hihálom                                       | 16. 11. 1897 Baden u Vídně            | | 15. 2. 1868: Barbora Dlauhoweská z Dlouhévsi (č. 6)       | Pohřben 19. 11. 1897 na hřbitově v Noutonicích.                  | C. k. major, sloužil mj. u uherské královské gardy (die königlich ungarische Leibgarde). Byl vyznamenán Válečnou medailí (Kriegsmedaille) a Vojenským služebním odznakem III. třídy pro důstojníky (Militärdienstzeichen III. Klasse für Offiziere). Zemřel ve věku 56 let v katolické nemocnici v Badenu na řeznou ránu na krku v důsledku pokusu o sebevraždu. |
| 6.      | 12.       | Barbora (Barbara, Borbála) Dlauhoweská z Dlouhévsi, zv. Babeta nebo Biri | 9. 5. 1842 Marcali, župa Somogy, Uhry | Bedřich Dlauhoweský z Dlouhévsi (č. 3)                                                              | 15. 2. 1868: Kálmán Hármos de Hihálom (č. 5)              | Pohřbena 30. 10. 1906 na hřbitově v Noutonicích.                 | Spolumajitelka Statenic. Zemřela ve věku 64 let na vysílení. Narodily se jí dva synové: - 1. Béla (Vojtěch; 1870–1916) - 2. István (Štěpán; 1872–?) |
| 6.      | 12.       | Barbora (Barbara, Borbála) Dlauhoweská z Dlouhévsi, zv. Babeta nebo Biri | 27. 10. 1906 Baden u Vídně            | Bedřiška z Kuenburgu (č. 4)                                                                         | 15. 2. 1868: Kálmán Hármos de Hihálom (č. 5)              | Pohřbena 30. 10. 1906 na hřbitově v Noutonicích.                 | Spolumajitelka Statenic. Zemřela ve věku 64 let na vysílení. Narodily se jí dva synové: - 1. Béla (Vojtěch; 1870–1916) - 2. István (Štěpán; 1872–?) |
| 7.      | 12.       | Bedřiška (Friederike) Dlauhoweská z Dlouhévsi                            | 17. 11. 1840 Marcali                  | Bedřich Dlauhoweský z Dlouhévsi (č. 3)                                                              |                                                           | Pohřbena 21. 1. 1911 v rodinné hrobce na hřbitově v Noutonicích. | Čestná dáma ústavu šlechtičen Maria Schul v Brně. Zemřela ve věku 70 let na chřipku a bronchitidu (zánět průdušek). |
| 7.      | 12.       | Bedřiška (Friederike) Dlauhoweská z Dlouhévsi                            | 19. 1. 1911 Salcburk                  | Bedřiška z Kuenburgu (č. 4)                                                                         |                                                           | Pohřbena 21. 1. 1911 v rodinné hrobce na hřbitově v Noutonicích. | Čestná dáma ústavu šlechtičen Maria Schul v Brně. Zemřela ve věku 70 let na chřipku a bronchitidu (zánět průdušek). |

### Příbuzenské vztahy pohřbených
Následující schéma znázorňuje příbuzenské vztahy. Červeně orámovaní byli pohřbeni v hrobce na noutonickém hřbitově, zeleně je zvýrazněn  Karel Alexander Dlauhoweský (1844–1907), dědic fideikomisu Němčice, Kraselov a Hodějov. Arabské číslice odpovídají pořadí úmrtí podle předchozí tabulky. Římské číslice představují pořadí manželky, pokud se někdo oženil více než jednou. Vzhledem k účelu schématu se nejedná o kompletní rodokmen Dlauhoweských.
|                                  |                                  |                                  |                                  |                                   |                                   |                                   |                                   | Arnošt Josef Kryštof Dlauhoweský 1779–1855 | Arnošt Josef Kryštof Dlauhoweský 1779–1855 | Arnošt Josef Kryštof Dlauhoweský 1779–1855 | Arnošt Josef Kryštof Dlauhoweský 1779–1855 | Arnošt Josef Kryštof Dlauhoweský 1779–1855 | Arnošt Josef Kryštof Dlauhoweský 1779–1855 |                                  |                                  | Ludmila Panoschová z Kreuzinfeldu 1788–1839 | Ludmila Panoschová z Kreuzinfeldu 1788–1839 | Ludmila Panoschová z Kreuzinfeldu 1788–1839 | Ludmila Panoschová z Kreuzinfeldu 1788–1839 | Ludmila Panoschová z Kreuzinfeldu 1788–1839 | Ludmila Panoschová z Kreuzinfeldu 1788–1839 |                                       |                                       |                                       |                                       |                               |                               |                                       |                                       |                                       |                                       |                                        |                                        |                                        |                                        |                                        |                                        |                                      |                                      |                                      |                                      |                         |                         |                                         |                                         |                                         |                                         |                                         |                                         |  |  |                                |                                |                                |                                |                                |                                |  |  |                       |                       |                       |                       |                       |                       |  |  |
|                                  |                                  |                                  |                                  |                                   |                                   |                                   |                                   | Arnošt Josef Kryštof Dlauhoweský 1779–1855 | Arnošt Josef Kryštof Dlauhoweský 1779–1855 | Arnošt Josef Kryštof Dlauhoweský 1779–1855 | Arnošt Josef Kryštof Dlauhoweský 1779–1855 | Arnošt Josef Kryštof Dlauhoweský 1779–1855 | Arnošt Josef Kryštof Dlauhoweský 1779–1855 |                                  |                                  | Ludmila Panoschová z Kreuzinfeldu 1788–1839 | Ludmila Panoschová z Kreuzinfeldu 1788–1839 | Ludmila Panoschová z Kreuzinfeldu 1788–1839 | Ludmila Panoschová z Kreuzinfeldu 1788–1839 | Ludmila Panoschová z Kreuzinfeldu 1788–1839 | Ludmila Panoschová z Kreuzinfeldu 1788–1839 |                                       |                                       |                                       |                                       |                               |                               |                                       |                                       |                                       |                                       |                                        |                                        |                                        |                                        |                                        |                                        |                                      |                                      |                                      |                                      |                         |                         |                                         |                                         |                                         |                                         |                                         |                                         |  |  |                                |                                |                                |                                |                                |                                |  |  |                       |                       |                       |                       |                       |                       |  |  |
|                                  |                                  |                                  |                                  |                                   |                                   |                                   |                                   |                                            |                                            |                                            |                                            |                                            |                                            |                                  |                                  |                                             |                                             |                                             |                                             |                                             |                                             |                                       |                                       |                                       |                                       |                               |                               |                                       |                                       |                                       |                                       |                                        |                                        |                                        |                                        |                                        |                                        |                                      |                                      |                                      |                                      |                         |                         |                                         |                                         |                                         |                                         |                                         |                                         |  |  |                                |                                |                                |                                |                                |                                |  |  |                       |                       |                       |                       |                       |                       |  |  |
|                                  |                                  |                                  |                                  |                                   |                                   |                                   |                                   |                                            |                                            |                                            |                                            |                                            |                                            |                                  |                                  |                                             |                                             |                                             |                                             |                                             |                                             |                                       |                                       |                                       |                                       |                               |                               |                                       |                                       |                                       |                                       |                                        |                                        |                                        |                                        |                                        |                                        |                                      |                                      |                                      |                                      |                         |                         |                                         |                                         |                                         |                                         |                                         |                                         |  |  |                                |                                |                                |                                |                                |                                |  |  |                       |                       |                       |                       |                       |                       |  |  |
| 3. Bedřich Dlauhoweský 1811–1881 | 3. Bedřich Dlauhoweský 1811–1881 | 3. Bedřich Dlauhoweský 1811–1881 | 3. Bedřich Dlauhoweský 1811–1881 | 3. Bedřich Dlauhoweský 1811–1881  | 3. Bedřich Dlauhoweský 1811–1881  |                                   |                                   | 4. Bedřiška z Kuenburgu 1813–1893          | 4. Bedřiška z Kuenburgu 1813–1893          | 4. Bedřiška z Kuenburgu 1813–1893          | 4. Bedřiška z Kuenburgu 1813–1893          | 4. Bedřiška z Kuenburgu 1813–1893          | 4. Bedřiška z Kuenburgu 1813–1893          |                                  |                                  | 1. Marie Dlauhoweská 1813–1873              | 1. Marie Dlauhoweská 1813–1873              | 1. Marie Dlauhoweská 1813–1873              | 1. Marie Dlauhoweská 1813–1873              | 1. Marie Dlauhoweská 1813–1873              | 1. Marie Dlauhoweská 1813–1873              |                                       |                                       | Anna Dlauhoweská 1816–?               | Anna Dlauhoweská 1816–?               | Anna Dlauhoweská 1816–?       | Anna Dlauhoweská 1816–?       | Anna Dlauhoweská 1816–?               | Anna Dlauhoweská 1816–?               |                                       |                                       | Arnošt Dlauhoweský 1830–1878           | Arnošt Dlauhoweský 1830–1878           | Arnošt Dlauhoweský 1830–1878           | Arnošt Dlauhoweský 1830–1878           | Arnošt Dlauhoweský 1830–1878           | Arnošt Dlauhoweský 1830–1878           |                                      |                                      | Adéla z Udrycka 1834–?               | Adéla z Udrycka 1834–?               | Adéla z Udrycka 1834–?  | Adéla z Udrycka 1834–?  | Adéla z Udrycka 1834–?                  | Adéla z Udrycka 1834–?                  |                                         |                                         |                                         |                                         |  |  |                                |                                |                                |                                |                                |                                |  |  |                       |                       |                       |                       |                       |                       |  |  |
| 3. Bedřich Dlauhoweský 1811–1881 | 3. Bedřich Dlauhoweský 1811–1881 | 3. Bedřich Dlauhoweský 1811–1881 | 3. Bedřich Dlauhoweský 1811–1881 | 3. Bedřich Dlauhoweský 1811–1881  | 3. Bedřich Dlauhoweský 1811–1881  |                                   |                                   | 4. Bedřiška z Kuenburgu 1813–1893          | 4. Bedřiška z Kuenburgu 1813–1893          | 4. Bedřiška z Kuenburgu 1813–1893          | 4. Bedřiška z Kuenburgu 1813–1893          | 4. Bedřiška z Kuenburgu 1813–1893          | 4. Bedřiška z Kuenburgu 1813–1893          |                                  |                                  | 1. Marie Dlauhoweská 1813–1873              | 1. Marie Dlauhoweská 1813–1873              | 1. Marie Dlauhoweská 1813–1873              | 1. Marie Dlauhoweská 1813–1873              | 1. Marie Dlauhoweská 1813–1873              | 1. Marie Dlauhoweská 1813–1873              |                                       |                                       | Anna Dlauhoweská 1816–?               | Anna Dlauhoweská 1816–?               | Anna Dlauhoweská 1816–?       | Anna Dlauhoweská 1816–?       | Anna Dlauhoweská 1816–?               | Anna Dlauhoweská 1816–?               |                                       |                                       | Arnošt Dlauhoweský 1830–1878           | Arnošt Dlauhoweský 1830–1878           | Arnošt Dlauhoweský 1830–1878           | Arnošt Dlauhoweský 1830–1878           | Arnošt Dlauhoweský 1830–1878           | Arnošt Dlauhoweský 1830–1878           |                                      |                                      | Adéla z Udrycka 1834–?               | Adéla z Udrycka 1834–?               | Adéla z Udrycka 1834–?  | Adéla z Udrycka 1834–?  | Adéla z Udrycka 1834–?                  | Adéla z Udrycka 1834–?                  |                                         |                                         |                                         |                                         |  |  |                                |                                |                                |                                |                                |                                |  |  |                       |                       |                       |                       |                       |                       |  |  |
|                                  |                                  |                                  |                                  |                                   |                                   |                                   |                                   |                                            |                                            |                                            |                                            |                                            |                                            |                                  |                                  |                                             |                                             |                                             |                                             |                                             |                                             |                                       |                                       |                                       |                                       |                               |                               |                                       |                                       |                                       |                                       |                                        |                                        |                                        |                                        |                                        |                                        |                                      |                                      |                                      |                                      |                         |                         |                                         |                                         |                                         |                                         |                                         |                                         |  |  |                                |                                |                                |                                |                                |                                |  |  |                       |                       |                       |                       |                       |                       |  |  |
|                                  |                                  |                                  |                                  |                                   |                                   |                                   |                                   |                                            |                                            |                                            |                                            |                                            |                                            |                                  |                                  |                                             |                                             |                                             |                                             |                                             |                                             |                                       |                                       |                                       |                                       |                               |                               |                                       |                                       |                                       |                                       |                                        |                                        |                                        |                                        |                                        |                                        |                                      |                                      |                                      |                                      |                         |                         |                                         |                                         |                                         |                                         |                                         |                                         |  |  |                                |                                |                                |                                |                                |                                |  |  |                       |                       |                       |                       |                       |                       |  |  |
|                                  |                                  |                                  |                                  | 7. Bedřiška Dlauhoweská 1840–1911 | 7. Bedřiška Dlauhoweská 1840–1911 | 7. Bedřiška Dlauhoweská 1840–1911 | 7. Bedřiška Dlauhoweská 1840–1911 | 7. Bedřiška Dlauhoweská 1840–1911          | 7. Bedřiška Dlauhoweská 1840–1911          |                                            |                                            | 6. Barbora Dlauhoweská 1842–1906           | 6. Barbora Dlauhoweská 1842–1906           | 6. Barbora Dlauhoweská 1842–1906 | 6. Barbora Dlauhoweská 1842–1906 | 6. Barbora Dlauhoweská 1842–1906            | 6. Barbora Dlauhoweská 1842–1906            |                                             |                                             | 5. Kálmán Hármos de Hihálom 1840–1897       | 5. Kálmán Hármos de Hihálom 1840–1897       | 5. Kálmán Hármos de Hihálom 1840–1897 | 5. Kálmán Hármos de Hihálom 1840–1897 | 5. Kálmán Hármos de Hihálom 1840–1897 | 5. Kálmán Hármos de Hihálom 1840–1897 |                               |                               | Karel Alexander Dlauhoweský 1844–1907 | Karel Alexander Dlauhoweský 1844–1907 | Karel Alexander Dlauhoweský 1844–1907 | Karel Alexander Dlauhoweský 1844–1907 | Karel Alexander Dlauhoweský 1844–1907  | Karel Alexander Dlauhoweský 1844–1907  |                                        |                                        | Gabriela Kulczyce-Wislocka 1847–1909   | Gabriela Kulczyce-Wislocka 1847–1909   | Gabriela Kulczyce-Wislocka 1847–1909 | Gabriela Kulczyce-Wislocka 1847–1909 | Gabriela Kulczyce-Wislocka 1847–1909 | Gabriela Kulczyce-Wislocka 1847–1909 |                         |                         | 2. Osvald Bedřich Dlauhoweský 1857–1877 | 2. Osvald Bedřich Dlauhoweský 1857–1877 | 2. Osvald Bedřich Dlauhoweský 1857–1877 | 2. Osvald Bedřich Dlauhoweský 1857–1877 | 2. Osvald Bedřich Dlauhoweský 1857–1877 | 2. Osvald Bedřich Dlauhoweský 1857–1877 |  |  | Gabriela Dlauhoweská 1853–1932 | Gabriela Dlauhoweská 1853–1932 | Gabriela Dlauhoweská 1853–1932 | Gabriela Dlauhoweská 1853–1932 | Gabriela Dlauhoweská 1853–1932 | Gabriela Dlauhoweská 1853–1932 |  |  | Jan Arthold 1838–1914 | Jan Arthold 1838–1914 | Jan Arthold 1838–1914 | Jan Arthold 1838–1914 | Jan Arthold 1838–1914 | Jan Arthold 1838–1914 |  |  |
|                                  |                                  |                                  |                                  | 7. Bedřiška Dlauhoweská 1840–1911 | 7. Bedřiška Dlauhoweská 1840–1911 | 7. Bedřiška Dlauhoweská 1840–1911 | 7. Bedřiška Dlauhoweská 1840–1911 | 7. Bedřiška Dlauhoweská 1840–1911          | 7. Bedřiška Dlauhoweská 1840–1911          |                                            |                                            | 6. Barbora Dlauhoweská 1842–1906           | 6. Barbora Dlauhoweská 1842–1906           | 6. Barbora Dlauhoweská 1842–1906 | 6. Barbora Dlauhoweská 1842–1906 | 6. Barbora Dlauhoweská 1842–1906            | 6. Barbora Dlauhoweská 1842–1906            |                                             |                                             | 5. Kálmán Hármos de Hihálom 1840–1897       | 5. Kálmán Hármos de Hihálom 1840–1897       | 5. Kálmán Hármos de Hihálom 1840–1897 | 5. Kálmán Hármos de Hihálom 1840–1897 | 5. Kálmán Hármos de Hihálom 1840–1897 | 5. Kálmán Hármos de Hihálom 1840–1897 |                               |                               | Karel Alexander Dlauhoweský 1844–1907 | Karel Alexander Dlauhoweský 1844–1907 | Karel Alexander Dlauhoweský 1844–1907 | Karel Alexander Dlauhoweský 1844–1907 | Karel Alexander Dlauhoweský 1844–1907  | Karel Alexander Dlauhoweský 1844–1907  |                                        |                                        | Gabriela Kulczyce-Wislocka 1847–1909   | Gabriela Kulczyce-Wislocka 1847–1909   | Gabriela Kulczyce-Wislocka 1847–1909 | Gabriela Kulczyce-Wislocka 1847–1909 | Gabriela Kulczyce-Wislocka 1847–1909 | Gabriela Kulczyce-Wislocka 1847–1909 |                         |                         | 2. Osvald Bedřich Dlauhoweský 1857–1877 | 2. Osvald Bedřich Dlauhoweský 1857–1877 | 2. Osvald Bedřich Dlauhoweský 1857–1877 | 2. Osvald Bedřich Dlauhoweský 1857–1877 | 2. Osvald Bedřich Dlauhoweský 1857–1877 | 2. Osvald Bedřich Dlauhoweský 1857–1877 |  |  | Gabriela Dlauhoweská 1853–1932 | Gabriela Dlauhoweská 1853–1932 | Gabriela Dlauhoweská 1853–1932 | Gabriela Dlauhoweská 1853–1932 | Gabriela Dlauhoweská 1853–1932 | Gabriela Dlauhoweská 1853–1932 |  |  | Jan Arthold 1838–1914 | Jan Arthold 1838–1914 | Jan Arthold 1838–1914 | Jan Arthold 1838–1914 | Jan Arthold 1838–1914 | Jan Arthold 1838–1914 |  |  |
|                                  |                                  |                                  |                                  |                                   |                                   |                                   |                                   |                                            |                                            |                                            |                                            |                                            |                                            |                                  |                                  |                                             |                                             |                                             |                                             |                                             |                                             |                                       |                                       |                                       |                                       |                               |                               |                                       |                                       |                                       |                                       |                                        |                                        |                                        |                                        |                                        |                                        |                                      |                                      |                                      |                                      |                         |                         |                                         |                                         |                                         |                                         |                                         |                                         |  |  |                                |                                |                                |                                |                                |                                |  |  |                       |                       |                       |                       |                       |                       |  |  |
|                                  |                                  |                                  |                                  |                                   |                                   |                                   |                                   |                                            |                                            |                                            |                                            |                                            |                                            |                                  |                                  |                                             |                                             |                                             |                                             |                                             |                                             |                                       |                                       |                                       |                                       |                               |                               |                                       |                                       |                                       |                                       |                                        |                                        |                                        |                                        |                                        |                                        |                                      |                                      |                                      |                                      |                         |                         |                                         |                                         |                                         |                                         |                                         |                                         |  |  |                                |                                |                                |                                |                                |                                |  |  |                       |                       |                       |                       |                       |                       |  |  |
|                                  |                                  |                                  |                                  |                                   |                                   |                                   |                                   | Karel Ludvík Dlauhoweský 1876–1956         | Karel Ludvík Dlauhoweský 1876–1956         | Karel Ludvík Dlauhoweský 1876–1956         | Karel Ludvík Dlauhoweský 1876–1956         | Karel Ludvík Dlauhoweský 1876–1956         | Karel Ludvík Dlauhoweský 1876–1956         |                                  |                                  | Hedwig von Konopka 1880–1969                | Hedwig von Konopka 1880–1969                | Hedwig von Konopka 1880–1969                | Hedwig von Konopka 1880–1969                | Hedwig von Konopka 1880–1969                | Hedwig von Konopka 1880–1969                |                                       |                                       | I. Leo von Beulwitz 1866–1914         | I. Leo von Beulwitz 1866–1914         | I. Leo von Beulwitz 1866–1914 | I. Leo von Beulwitz 1866–1914 | I. Leo von Beulwitz 1866–1914         | I. Leo von Beulwitz 1866–1914         |                                       |                                       | Friederike Marie Dlauhoweská 1883–1957 | Friederike Marie Dlauhoweská 1883–1957 | Friederike Marie Dlauhoweská 1883–1957 | Friederike Marie Dlauhoweská 1883–1957 | Friederike Marie Dlauhoweská 1883–1957 | Friederike Marie Dlauhoweská 1883–1957 |                                      |                                      | II. Otto Pfleger ?–1949              | II. Otto Pfleger ?–1949              | II. Otto Pfleger ?–1949 | II. Otto Pfleger ?–1949 | II. Otto Pfleger ?–1949                 | II. Otto Pfleger ?–1949                 |                                         |                                         |                                         |                                         |  |  |                                |                                |                                |                                |                                |                                |  |  |                       |                       |                       |                       |                       |                       |  |  |
|                                  |                                  |                                  |                                  |                                   |                                   |                                   |                                   | Karel Ludvík Dlauhoweský 1876–1956         | Karel Ludvík Dlauhoweský 1876–1956         | Karel Ludvík Dlauhoweský 1876–1956         | Karel Ludvík Dlauhoweský 1876–1956         | Karel Ludvík Dlauhoweský 1876–1956         | Karel Ludvík Dlauhoweský 1876–1956         |                                  |                                  | Hedwig von Konopka 1880–1969                | Hedwig von Konopka 1880–1969                | Hedwig von Konopka 1880–1969                | Hedwig von Konopka 1880–1969                | Hedwig von Konopka 1880–1969                | Hedwig von Konopka 1880–1969                |                                       |                                       | I. Leo von Beulwitz 1866–1914         | I. Leo von Beulwitz 1866–1914         | I. Leo von Beulwitz 1866–1914 | I. Leo von Beulwitz 1866–1914 | I. Leo von Beulwitz 1866–1914         | I. Leo von Beulwitz 1866–1914         |                                       |                                       | Friederike Marie Dlauhoweská 1883–1957 | Friederike Marie Dlauhoweská 1883–1957 | Friederike Marie Dlauhoweská 1883–1957 | Friederike Marie Dlauhoweská 1883–1957 | Friederike Marie Dlauhoweská 1883–1957 | Friederike Marie Dlauhoweská 1883–1957 |                                      |                                      | II. Otto Pfleger ?–1949              | II. Otto Pfleger ?–1949              | II. Otto Pfleger ?–1949 | II. Otto Pfleger ?–1949 | II. Otto Pfleger ?–1949                 | II. Otto Pfleger ?–1949                 |                                         |                                         |                                         |                                         |  |  |                                |                                |                                |                                |                                |                                |  |  |                       |                       |                       |                       |                       |                       |  |  |

### Nápisy
Velký náhrobek za kostelem.
| FRIEDRICH FREIHERR DLAUHOWESKY VON LANGENDORF K. U K. GENERAL-MAJOR UND KÄMMERER GEBOREN 3. FEBRUAR 1811 GESTORBEN ZU SALZBURG DEN 22. OKTOBER 1881     | FREDERIKE FREIFRAU DLAUHOWESKY LANGENDORF GEBORENE GRÄFIN KÜENBURG GEBOREN 8. NOVEMBER 1811 GESTORBEN ZU SALZBURG DEN 31. MÄRZ 1893. |  |
| FREDERIKE FREIFRAU DLAUHOWESKY LANGENDORF K. K. EHRENSTIFTSDAME GEBOREN 12. NOVEMBER 1940 ZU MARCZALI GESTORBEN 19. JANUAR 1911 ZU SALZBURG.            | |  |
| DEN THEUEREN UNVERGESSLICHEN ELTERN GOTT LOHNE EUCH IM HIMMEL WAS IHR AUF ERDEN FÜR UNS GETHAN                                                          | |  |
| OSWALD FREIHERR DLAUHOWESKY VON LANGENDORF K. U K. LIEUTENANT IM 4. DRAGONER REGIMENTE GEBOREN DEN 25. AUGUST 1853 GESTORBEN AM 23. JUNI 1877 ZU WELLS. | KÁLMÁN HARMOS DE HIHALOM K. U K. MAJOR GEBOREN DEN 3. JÄNNER 1840 ZU VARSÁNY GESTORBEN AM 16. NOVEMBER 1897 ZU BADEN.                |  |
| BIRI HARMOS DE HIHALOM geborene FREIFRAU DLAUHOWESKY VON LANGENDORF GEBOREN DEN 9. MAI 1842 ZU MARCZALI GESTORBEN DEN 27. OKTOBER 1906 ZU BADEN         | |  |

Náhrobní kámen naležato za kostelem.
| Hier ruhet MARIE freiin DLAUHOVESKY von LANGENDORF geboren am 1. Dezember 1812. gestorben den 15. Oktober 1873. Friede ihrer Asche! Gewidmet von ihren trauernden Geschwistern. |

Hrobka uprostřed hřbitova. Na náhrobku je vyrytý nápis připomínající Osvalda Dlauhoveského. Když zemřel jeho otec Bedřich, byla na náhrobek připevněna nápisová deska. Ta však z náhrobku spadla a bývala opřená o náhrobek (určitě ještě v roce  2010). V roce 2025 se u hrobu už nenacházela.
| NÁPIS NA DESCE: Hier ruhet Friedrich Freiherr Dlauhowesky-Langendorf K. K. GENERAL MAJOR & KÄMERRER geb. den 3. Febr. 1811 gest. den 22. Okt. 1881 zu Salzburg und Oswald Freiherr Dlauhowesky-Langendorf K. K. LIEUTENANT IM 4. DRAGONER REGIMENT geb. den 25. August 1853 gest. den 23. Juli 1877 Lasse sie ruhen in Frieden. |
| NÁPIS VYRYTÝ PŘÍMO DO NÁHROBKU: Hier ruhet Oswald Freiherr Dlauhowesky- Langendorf k. k. Lieutenant im 4. Dragoner Regiment geb. 25. August 1853 gest. 23. Juli 1877 Friede seiner Asche! Gewidmet von seinen trauernden Eltern Geschwistern.                                                                                   |